# 다키노차야역
다키노차야역(일본어: 滝の茶屋駅, たきのちゃや えき)은 일본 효고현 고베시 다루미구에 있는 산요 전기철도 본선의 역이다. 역 번호는 SY 09이다.

## 역 구조
상대식 승강장 2면 2선의 교상역이다. 경사면이 있는 쪽에만 출입구가 있다. 개찰구는 1곳만 존재한다. 역 구내에는 프렌즈 숍(역 매점)이 있다. 2011년 봄에 배리어 프리화 공사가 완료되어 역 안팎에 엘리베이터 3기가 설치되었다.
또한, 근처에 있는 시각 특별지원학교에서는 비상 시 대책을 강화하고 있다.

### 승강장
| 바다쪽 | ■ 본선(하행) | 아카시・히메지・아보시 방면           |  |
| 산쪽   | ■ 본선(상행) | 스마・고베산노미야・오사카・교토 방면 |  |

## 역 주변
- 제임스 산
- 고베 야마테 대학 그라운드
- 효고 현립 시각 특별지원학교
- 고베 시립 히가시타루미 초등학교
- 간사이 성서 신학교
- 다키노차야 보육원
- 히라이소 녹지
- 히라이소 바다 낚시 공원
- 이에 기념관
- 고베 히가시타루미 우체국
- 국도 제2호선
- 태양광 발전소
- 효고 신용 금고 다키노차야 지점
- 도호 다키노차야점

## 역사
- 1917년 4월 12일: 효고 전기궤도의 시오야(현, 산요시오야) ~ 아카시(초대) 구간 연장 시에 개업.
- 1927년 4월 1일: 우지가와 전기에 의한 합병으로 본 회사의 역이 됨.
- 1933년 6월 6일: 우지가와 전기 철도 부문이 분리되어 산요 전기철도의 역이 됨.
- 1987년 12월 13일: 신설된 통근 특급(현재의 S특급)의 정차역이 됨.
- 1995년
  - 1월 17일: 한신・아와지 대지진으로 산요 전철 본선이 불통이 되어, 본 역도 한때 영업 중지.
  - 1월 30일: 당역 ~ 가스미가오카 간 운행 재개에 따라 영업 재개, 다음날부터 히메지에서 특급의 잠정적인 역이었음.
  - 6월 16일: 스마우라코엔 ~ 당역 간 운행 재개.
- 2001년 3월 10일: 상행 아침과 하행 저녁 이후에 운전되는 특급 및 직통특급의 정차역이 됨(현재는 직통 특급으로 통일).

## 사진

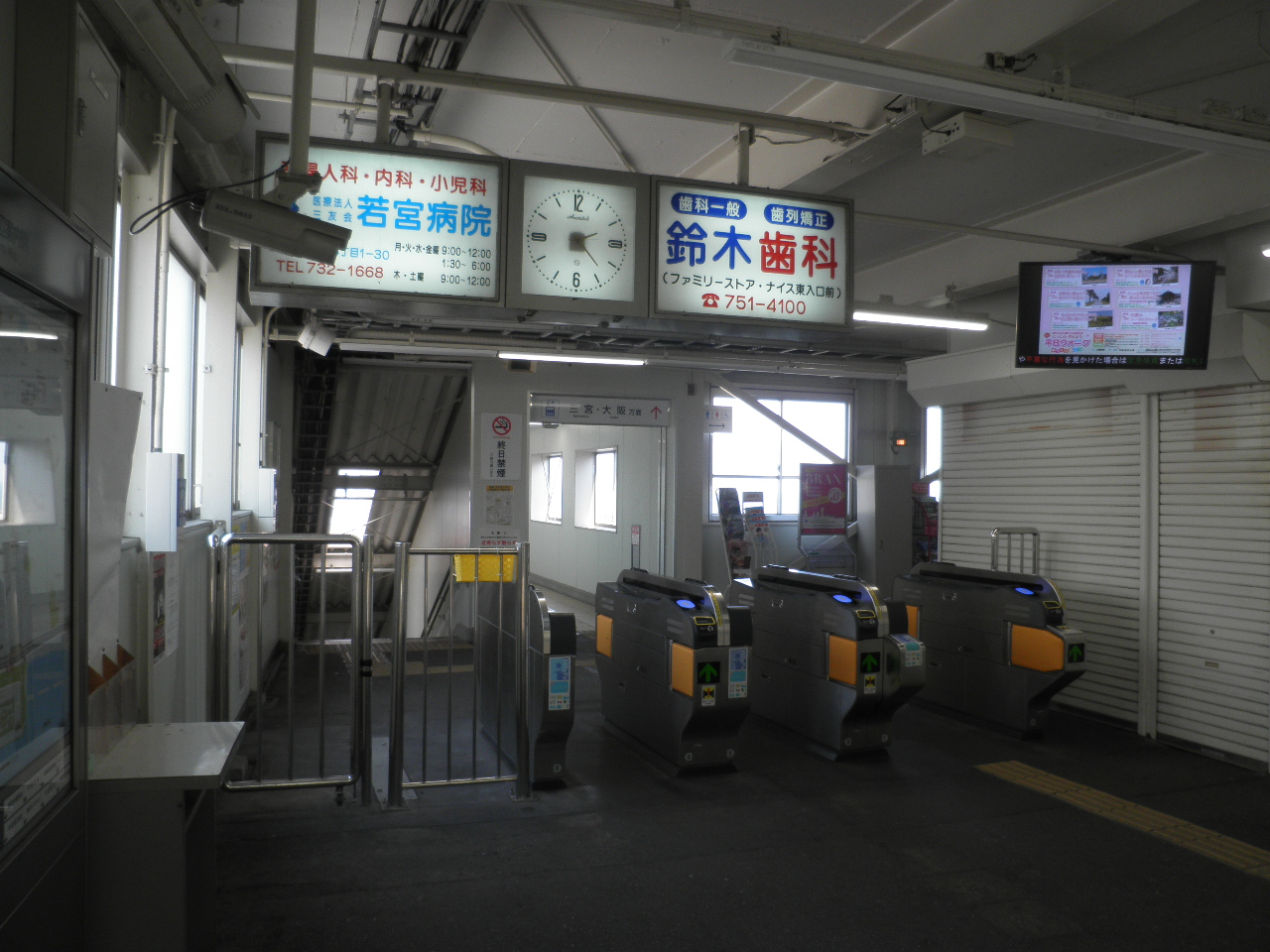
개찰구
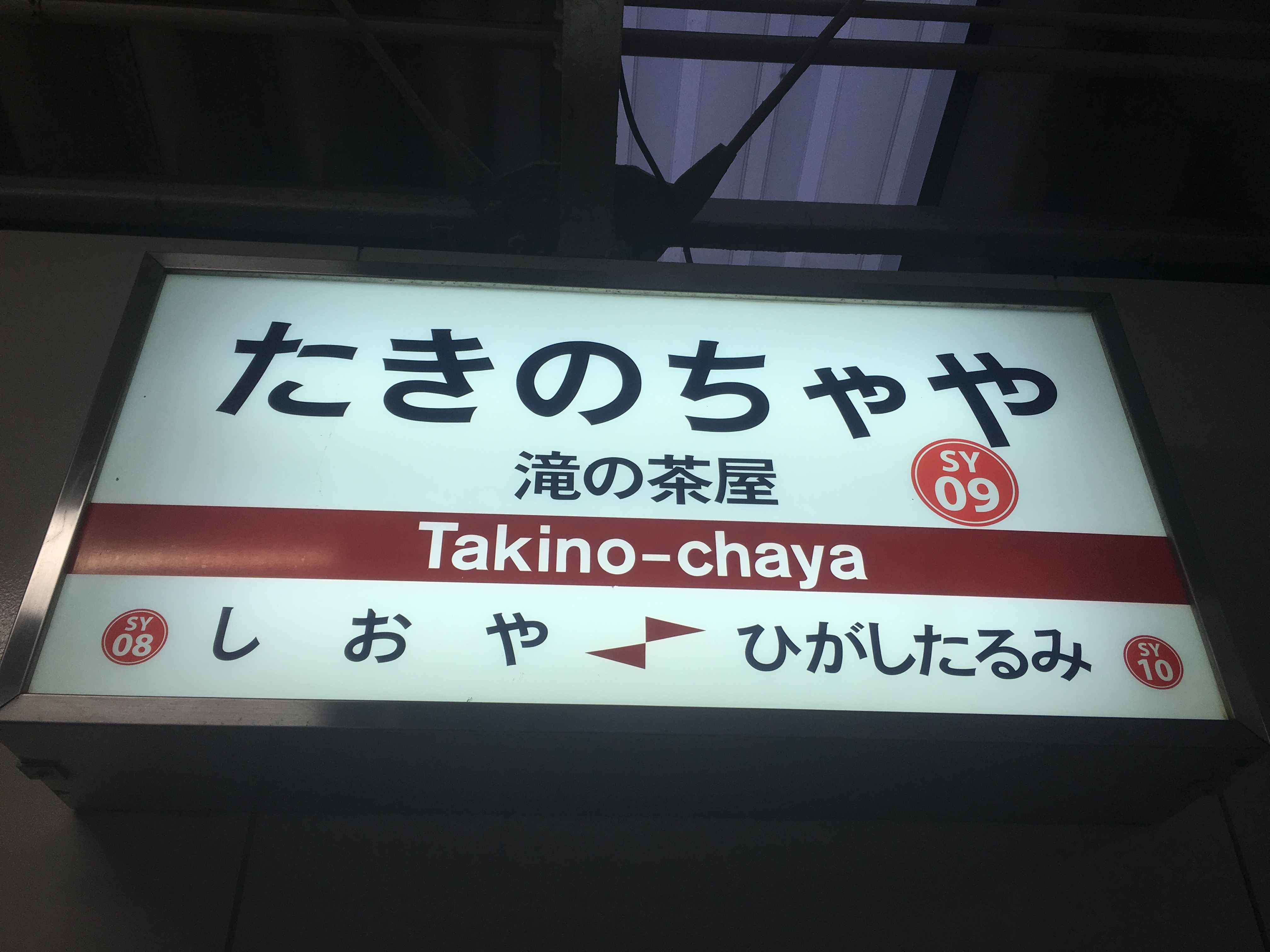
역명판

## 인접역
| 산요 전기철도 ■ 본선                   | 산요 전기철도 ■ 본선                                         | 산요 전기철도 ■ 본선               |
| -------------------------------------- | ------------------------------------------------------------ | ---------------------------------- |
| SY 06 산요스마 우메다・니시다이 방면   | ■ 직통특급(아침 러시아워 하행 및 저녁 러시아워 이후) ■ S특급 | 산요타루미 SY 11 산요히메지 방면   |
| SY 08 산요시오야 우메다・니시다이 방면 | ■ 보통                                                       | 히가시타루미 SY 10 산요히메지 방면 |